# Gurgel XEF
O XEF é um sedan compacto produzido pela Gurgel. Durante 6 anos, foram produzidas menos de 200 unidades.
A denominação XEF foi dada por Maria Cristina, filha de João Gurgel. Certo dia ela chegou em casa dirigindo o protótipo. Ao perguntarem de quem era o carro ela disse: “É do chefe!”, mostrando que se tratava de um carro projetado pelo seu pai.

## História

### Projeto
A Gurgel sempre quis produzir um automóvel pequeno e rápido, adaptado para o transito complicado das grandes cidades. Na época em que estudava na universidade, João Augusto Conrado do Amaral Gurgel desenhou um veículo com motor de dois cilindros. Depois de virar fabricante de utilitários, que basicamente utilizavam mecânica de Fusca, ele aproveitou essa mecânica para seu primeiro projeto de carro compacto e urbano. O então novo modelo foi apresentado no Salão do Automóvel de São Paulo de 1981 e se chamava GTA (Grâ Turismo Articulado). Em 1983 houve uma modificação e o modelo passou a se chamar XEF com algumas modificações, como o quebra-vento do Fiat 147, uma janela em forma de escotilha, um para-brisa e a janela-vigia traseira original do VW Brasília. No início, por causa do restrito espaço para bagagem, poderia se acoplar uma pequena carreta atrás do carro utilizado como porta-malas removível, o que foi reprovado pelos consumidores.

### Produção
O XEF começou a ser produzido em 1982 e recebeu mais alterações, como retirada do ressalto traseiro e a ovalação da escotilha, o que deixou seu desenho mais bonito. Também foram alterados a tampa do motor e as saídas de ar, que passaram para trás da placa. Foram adicionadas aletas para refrigeração do motor. Os para-choques ganharam duas garras. No interior os instrumentos do painel foram modificados: os mostradores passaram a ser horizontais e os conta-giros no mesmo tamanho do velocímetro e os bancos tiveram os apoios de cabeça separados dos assentos. O emblema G, no capô, migrou para a coluna traseira. O modelo foi produzido até 1986 e nesse mesmo período foram alterados pela Gurgel a grade dianteira, sendo esta integrada ao seu capô e os para-choques perderam as garras, mas ganharam uma proteção emborrachada. Nesse ano foi oferecida a opção do banco inteiriço e o freio de mão foi transferido para baixo do painel. Nessa mesma ocasião foi apresentada uma versão picape do XEF que foi batizada de E-250, mas acabou não sendo produzida.

### Licenciamento
Todos os 145 XEF produzidos foram licenciados. Abaixo, o licenciamento ano a ano do XEF: são 58 a álcool e 87 a gasolina.
| Combustível | 1982 | 1983 | 1984 | 1985 | 1986 | Total |
| ----------- | ---- | ---- | ---- | ---- | ---- | ----- |
| Álcool      | 0    | 19   | 9    | 17   | 13   | 58    |
| Gasolina    | 1    | 18   | 24   | 24   | 20   | 87    |
| Total       | 1    | 37   | 33   | 41   | 33   | 145   |

## Desenho
Seu desenho imita os detalhes dos veículos da Mercedes-Benz dos anos 1980, sonho de consumo dos brasileiros, numa época em que as importações eram proibidas a maioria dos brasileiros e permitida apenas às embaixadas estrangeiras. Pode-se notar principalmente no desenho do para-lama e faróis retangulares (de VW Voyage), com lentes de piscas nas extremidades. O conjunto é complementado com uma falsa grade de cor preto fosco, Existia um “G” estilizado sobre o capô dianteiro que também imitava a marca alemã.
Seu perfil chama a atenção por ser uma carroceria de três volumes, que era pouco comum em veículos muito pequenos. As portas são bem dimensionadas e facilitam a entrada dos ocupantes. Em sua traseira, as lanternas caneladas, provenientes do VW Brasília, também lembra a marca alemã. O aro também são inspirados nos carros da Mercedes e a denominação XEF vem aplicada junto do para-lama dianteiro.

## Interior
No seu interior o acabamento foge do estilo espartano utilizado pela Gurgel. Seu interior comporta três pessoas confortavelmente lado a lado em função de sua largura ser de 1,70 e o banco do motorista é separado do banco dos passageiros, que já vinham com apoios de cabeça e podiam ser revestidos tanto em tecido ou couro. E atrás dos encostos existia uma bolsa elástica que era utilizada para prender a bagagem no reduzido espaço traseiro. Todo o seu interior era acarpetado, possuindo também vidros elétricos e toca-fitas de fábrica. A Gurgel pensou em colocar ar-condicionado quando ele era produzido, mas acabou desistindo por motivos não especificados. Seu painel dispõe de cinco instrumentos: velocímetro, nível do combustível, pressão do óleo, conta-giros e vacuômetro e seu volante tem duas hastes.

## Especificações

### Chassi
O chassi é originário da Gurgel: é uma estrutura tubular de aço incorporada pela carroceria com plástico reforçado com fibra de vidro.

### Suspensão
Sua suspensão é a mesma do VW Fusca (braços arrastados superpostas, lâminas de torção e barra estabilizadora na dianteira e na traseira possui sistema de semi-eixo oscilante com uma lâmina tensora longitudinal em cada lado e ligada à barra de torção e com cinta limitadora de curso de distensão).

### Dimensões
Possui tamanho reduzido (3,12 de comprimento e apenas 1,80 de extensão entre-eixos). Não possuía espaço para bagagem, pois o espaço que existia era para acomodar o tanque de 55 litros.

### Motor
Seu motor é um VW 1600 a ar que tinha como opção o carburador simples (à gasolina, 48cv e 10 m.kgf de torque) ou dupla-carburação (à álcool, 56cv e 11,3 m.kgf de torque). Sua velocidade máxima e de cerca de 140 km/h e vai de 0 a 100 km/h em cerca de 20 segundos. Seu câmbio é de 4 velocidades mais a ré e utilizava o mesma relações de marchas e diferencial do VW 1300.

## Ligações Externas
- Best Cars Web Site. Os automóveis de Rio Claro
- Quatro Rodas. Gurgel: o engenheiro que virou carro
- Lexicar Brasil. Gurgel
- Automobile Catalog
- Gurgel Clube Rio de Janeiro
- Quatro Rodas. Grandes Brasileiros: Gurgel XEF